# George Morrow (Musiker)

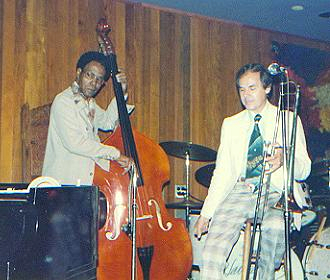
George Morrow (links) mit Urbie Green bei einem Auftritt in der Village Jazz Lounge in Disney World.

George Washington Morrow (* 15. August 1925 in Pasadena (Kalifornien); † 26. Mai 1992 in Orlando, Florida) war ein US-amerikanischer Jazzmusiker (Kontrabass).

## Leben und Wirken
Morrow lernte zunächst Geige, bevor er mit 13 Jahren zum Cello und wenige Jahre später zum Kontrabass wechselte. Er studierte am Fine Arts Conservatory in Los Angeles, leistete von 1943 bis 1946 den Militärdienst ab und arbeitete dann in Los Angeles als freischaffender Musiker. In dieser Zeit spielte er mit Charlie Parker, Sonny Criss, Teddy Edwards und Hampton Hawes. Er lebte zwischen 1948 und 1953 in San Francisco, wo er u. a. im Bop City auftrat, u. a. mit Musikern wie Dexter Gordon, Wardell Gray, Billie Holiday und Sonny Clark. Erste Aufnahmen entstanden 1952 mit dem Quintett von Max Roach (EP Mildama für Emarcy); weiterhin spielte er 1954 im Quintett von Eric Dolphy und Clifford Brown und in Combos mit Herb Geller und Harold Land. In den folgenden Jahren gehörte er zum Quintett von Clifford Brown und Max Roach, spielte außerdem im Max Roach Quartett/Quintett, mit Dinah Washington, Sonny Rollins (Worktime, 1955), Chet Baker, Sonny Stitt und mit Anita O’Day/Jimmy Giuffre. In den 1960er- und 1970er-Jahren wirkte er an Aufnahmen von David Amram, Curtis Amy, Earl Anderza und Gene Russell mit; 1975 tourte er mit Anita O’Day in Japan. Im Bereich des Jazz war er Tom Lord zufolge zwischen 1954 und 1989 an 68 Aufnahmesessions beteiligt, zuletzt mit dem Don Scaletta Trio.